# Лугова (Далматовський район)
Лугова́ (рос. Луговая) — присілок у складі Далматовського району Курганської області, Росія. Входить до складу Далматовського міського поселення.
Населення — 97 осіб (2010, 123 у 2002).
Національний склад станом на 2002 рік: росіяни — 93 %.